# تربوفلیا
شهر تربوفلیا (به روسی: Теребовля) در استان ترنوپیل در کشور اوکراین واقع شده‌است. جمعیت این شهر ۱۳٬۶۶۱ نفر  است.